# أزراراك (الدراركة)
أزراراك هي إحدى مشيخات المملكة المغربية، تتبع جغرافيا لعمالة أكادير إدا وتنان وإداريًا لالدراركة. يقدر عدد سكانها بـ 3735 نسمة حسب الإحصاء الرسمي للسكان والسكنى لسنة 2004.